# Ceranów

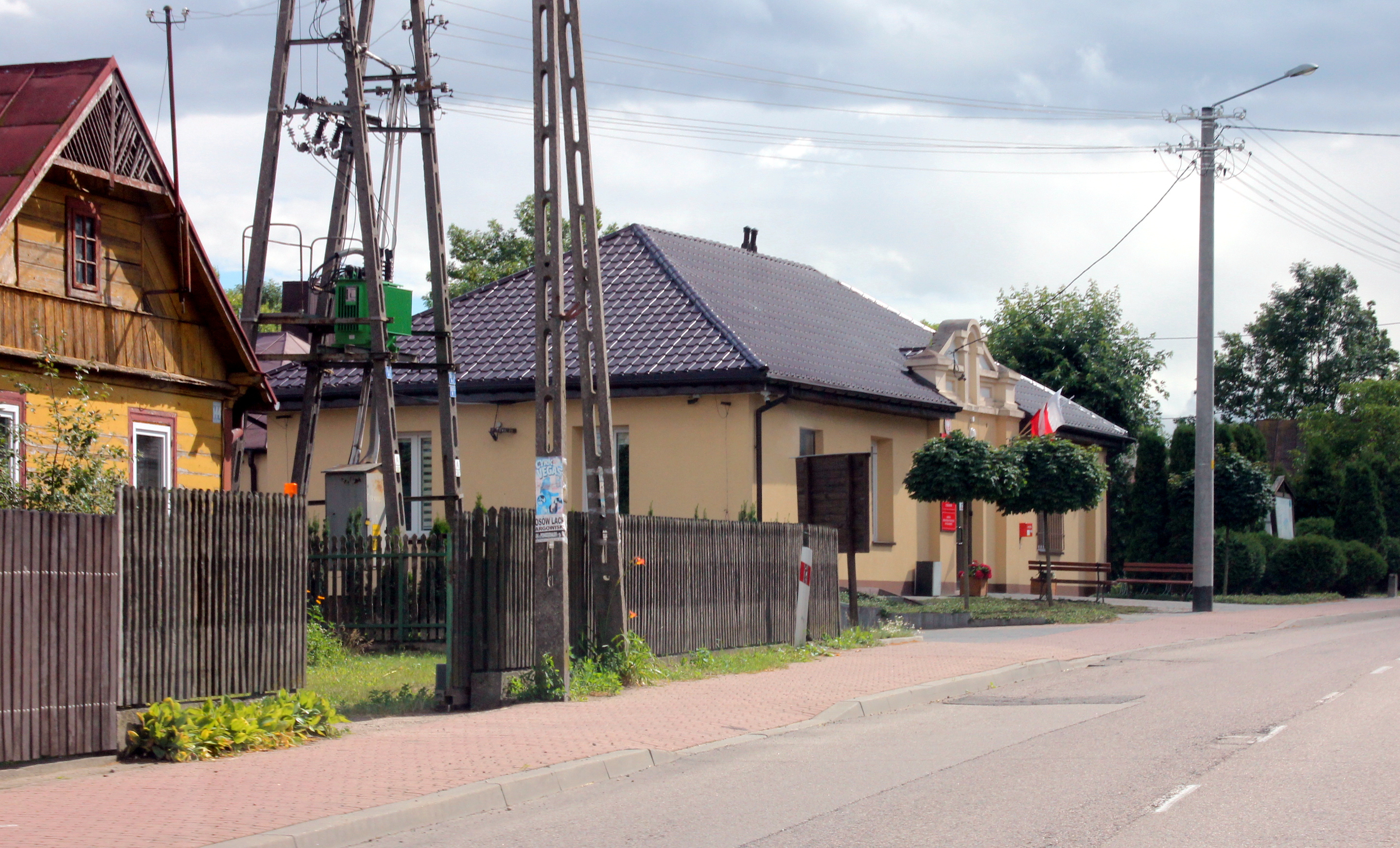
Gemeindeamt in Ceranów, Woiwodschaft Mazowieckie

Ceranów ist ein Dorf sowie Sitz der gleichnamigen Landgemeinde im Powiat Sokołowski der Woiwodschaft Masowien, Polen.

## Gemeinde
Zur Landgemeinde Ceranów gehören folgende 20 Ortschaften mit einem Schulzenamt:
Adolfów
Ceranów
Garnek
Długie Grodzieckie
Długie Grzymki
Długie Kamieńskie
Lubiesza
Natolin
Noski
Olszew
Przewóz Nurski
Pustelnik
Radość
Rytele-Olechny
Rytele Suche
Rytele-Wszołki
Wólka Nadbużna
Wólka Rytelska
Wszebory
Zawady